# 羊角狗母魚
羊角狗母魚（学名：Synodus capricornis），又名狗母梭、錦鱗蜥魚，為輻鰭魚綱仙女魚目合齒魚亞目合齒魚科的其中一種，分布於太平洋區，包括台灣、東加、夏威夷群島、復活節島、皮特凱恩群島等海域，棲息深度20 - 88公尺，體長可達21公分，為底棲性魚類，生活在沙底質礁石區，屬肉食性，生活習性不明。